# Dactyleurys anomalus
Dactyleurys anomalus is een keversoort uit de familie loopkevers (Carabidae). De wetenschappelijke naam van de soort is voor het eerst geldig gepubliceerd in 1899 door Tschitscherine.